# Escola Carioca

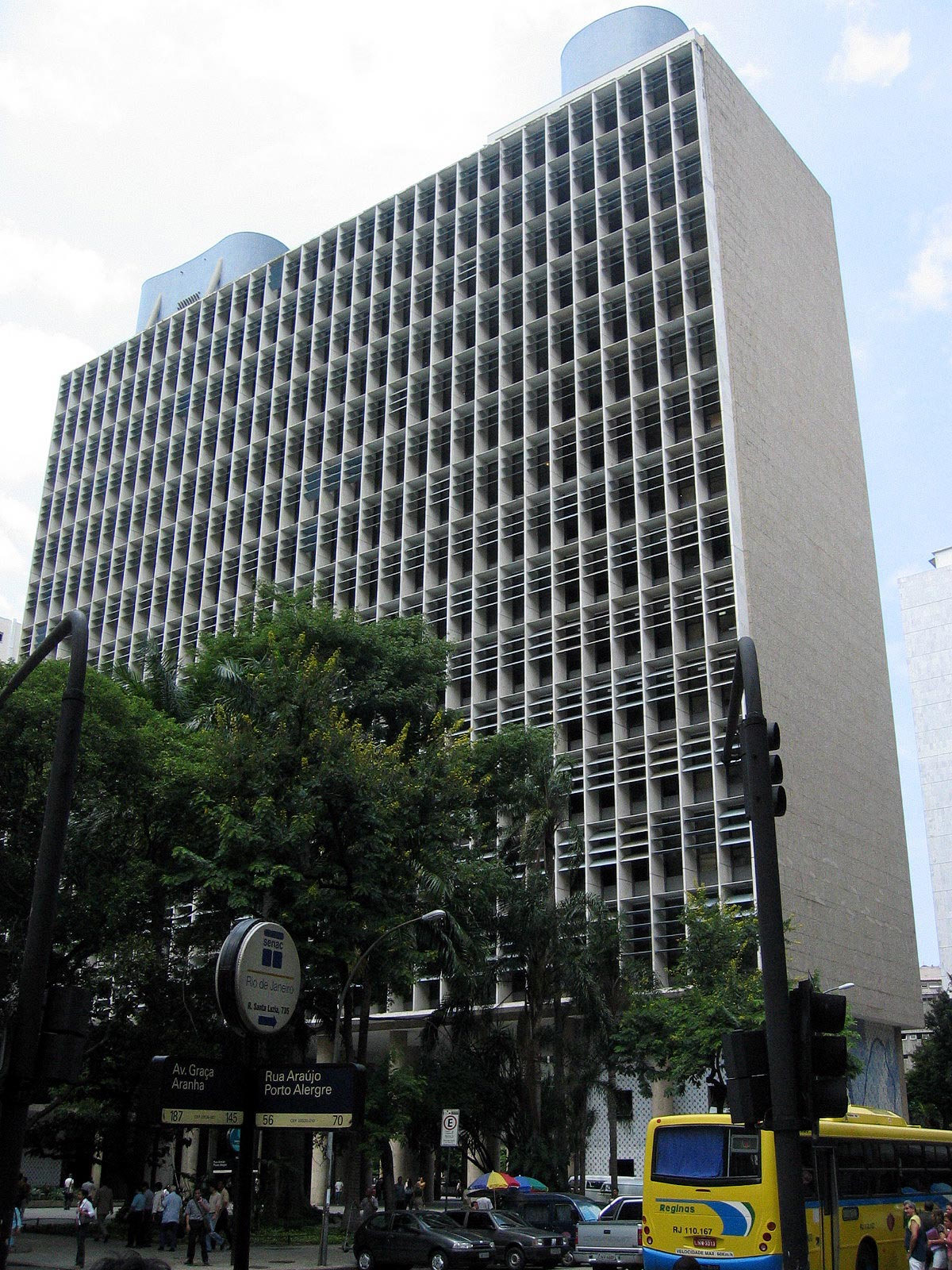
O Ministério da Educação e Saúde (MES), atual Edifício Gustavo Capanema, no Rio de Janeiro.

Escola Carioca é um termo usado para identificar a arquitetura produzida principalmente entre os anos 1940 e 1950 por um grupo de arquitetos radicados no Rio de Janeiro, como Lúcio Costa e Oscar Niemeyer. O uso do termo não é consensual, com alguns autores lembrando que a produção carioca não era hegemônica e haviam, em diversas cidades brasileiras, produções parecidas e também variedade de estilos, mesmo entre os arquitetos que faziam parte da Escola Carioca. 
A Escola Carioca é considerada moderna, apesar de suas obras terem características regionais, sendo também conhecida como brazilian style — em referência ao international style. Um importante diferencial entre a arquitetura da Escola Carioca em relação a outras correntes modernas é a relação entre modernidade e tradição, criando uma nova linguagem arquitetônica sem desprezar totalmente o passado.

## O Ministério da Educação e Saúde (MES)
O projeto e execução do Ministério da Educação e Saúde (MES), atual Edifício Gustavo Capanema, entre 1936 e 1943, pode ser considerado como um marco inicial dessa escola. O edifício foi desenhado por uma equipe liderada por Lúcio Costa, composta por Carlos Leão, Affonso Eduardo Reidy, Jorge Moreira, Ernani Vasconcelos e Oscar Niemeyer,  tendo a consultoria do arquiteto franco-suíço Le Corbusier. Esse é o primeiro edifício que incorpora em grande escala os cinco pontos da nova arquitetura - o brise-soleil, as janelas em fita, o terraço-jardim, térreo com pilotis e a planta livre, o que mostra o alinhamento do grupo com a produção do international style e da própria arquitetura corbusiana, mas, por outro lado, possui uma plasticidade diferente do modernismo de outros países, recuperando ainda elementos como os painéis de azulejo, identificados com o Brasil - os azulejos são de Cândido Portinari.

## A Escola Carioca como oBrazilian Style
Em 1943, é realizada uma exposição no MoMA, o Museu de Arte Moderna de Nova Iorque, chamada Brazil Builds, onde estavam expostos exemplares da produção arquitetônica brasileira. No ano seguinte, Mário de Andrade escreve sobre a importância dessa exposição, afirmando que "a primeira escola, o que se pode chamar legitimamente de 'escola' de arquitetura moderna no Brasil, foi a do Rio, com Lucio Costa à frente, e ainda inigualada até hoje". O termo Escola Carioca já era usado internamente, mas em pouco tempo, os termos Escola Carioca e Brazilian Style se tornam quase sinônimos, deixando a sensação de que a produção carioca era a produção brasileira, algo que vem sendo revisto pela historiografia da arquitetura desde os anos 1980.

## Obras e arquitetos
Apesar do nome, as arquiteturas relacionadas a Escola Carioca não se restringia ao Rio de Janeiro, estando presentes em várias outras cidades. Mesmo o Plano Piloto de Brasília é considerado parte da Escola Carioca, apesar de nessa época seus arquitetos já estarem tomando os rumos próprios que levariam a dissolução da uniformidade do movimento.
O precursor da Escola é Gregori Warchavchik, arquiteto ucraniano que se naturalizou brasileiro, autor do manifesto Futurismo? e da primeira casa modernista do Brasil, em São Paulo. Ele também passa a lecionar na Escola Nacional de Belas Artes mais tarde, a convite de Lúcio Costa.
Lúcio Costa é considerado por autores o líder da Escola Carioca, já que, no comando da Escola Nacional de Belas Artes, modificou a escola implantando um curso de arquitetura moderna, do qual fez parte Oscar Niemeyer — alguns anos depois, ele se juntaria a Lúcio e outros grandes nomes da Escola Carioca — Affonso Eduardo Reidy, Carlos Leão, Jorge Moreira e Ernani Vasconcelos - no projeto do Ministério da Educação e Saúde. Outros projetos alinhados a Escola Carioca de Lúcio Costa são o Park Hotel São Clemente, em Nova Friburgo, e o Parque Eduardo Guinle, no Rio de Janeiro.
O MMM Roberto, escritório dos irmãos Roberto - Marcelo, Milton e Maurício - projetou o prédio da Associação Brasileira de Imprensa, que ficou pronto antes mesmo do Ministério da Educação e Saúde, sendo um dos primeiros exemplos da arquitetura da Escola Carioca.
Já Affonso Eduardo Reidy é mais conhecido pelo MAM, o Museu de Arte Moderna do Rio de Janeiro, construído no Aterro do Flamengo - projeto no qual trabalhou também, e pelo Pedregulho, um conjunto habitacional de interesse social. Um projeto semelhante, o Conjunto Habitacional da Gávea, foi parcialmente realizado. Outros projetos foram feitos no Rio de Janeiro, como a sede do extinto Instituto de Previdência do Estado do Rio de Janeiro, que hoje sedia a Secretaria de Estado de Fazenda. Muitos dos seus projetos foram feitos com Carmen Portinho, a terceira mulher a se formar em um curso de engenharia no país, com qual se casou.
Oscar Niemeyer, por sua vez, tem a Escola Carioca como sua primeira fase da carreira. Em 1939, após participar do concurso para o Pavilhão Brasileiro na Feira Mundial de Nova Iorque e perder para o projeto de Lúcio Costa, este o convida para um projeto conjunto, por ter gostado da sua proposta, e eles, junto com Paul Lester Wiener, executam o novo projeto, que chama atenção na feira. Em 1940, é a vez do Conjunto Arquitetônico da Pampulha, onde já demonstra que as limitações do funcionalismo corbusiano não eram uma regra e não o limitariam. Esses projetos fariam a fama do arquiteto, levando a diversos outros projetos, entre eles a sede do Banco Boavista no Rio, o edifício Niemeyer em Belo Horizonte e a sede da ONU em Nova Iorque.
|                                                          |                                                                |                                                    |                                                                                  |
| Pilotis do Edifício Gustavo Capanema, no Rio de Janeiro. | O Museu de Arte Moderna do Rio de Janeiro, projetado por Reidy | Grande Hotel de Ouro Preto, projetado por Niemeyer | O Conjunto Residencial Prefeito Mendes de Moraes (Pedregulho), no Rio de Janeiro |

## Dissolução e legado
A partir dos anos 1950, a Escola Carioca — assim como a arquitetura moderna em geral — começa a receber críticas. Niemeyer, em particular, foi muito criticado por Max Bill, arquiteto e designer suíço, que atacou o uso de formas livres por Niemeyer como puramente decorativo, seu uso de painéis murais e o caráter individualista de sua arquitetura. O próprio Niemeyer reconhece alguns problemas e realiza uma autocrítica que o leva a uma revisão de seu próprio trabalho, simplificando sua arquitetura. O parque Ibirapuera em São Paulo já sinaliza isso.
A tendência de mudança vai acontecendo durante as décadas de 1950 e de 1960. Reidy — que foi um dos poucos poupados das críticas de Max Bill —  tem em obras o uso do concreto armado aparente, como no MAM. Apesar de ser da Escola Carioca, sua arquitetura já trás elementos que remetem a próxima geração, baseada em São Paulo: a Escola Paulista.